# Apogon seminigracaudus
Apogon seminigracaudus är en fiskart som beskrevs av Greenfield 2007. Apogon seminigracaudus ingår i släktet Apogon och familjen Apogonidae. Inga underarter finns listade i Catalogue of Life.